# Literatura pulp gay

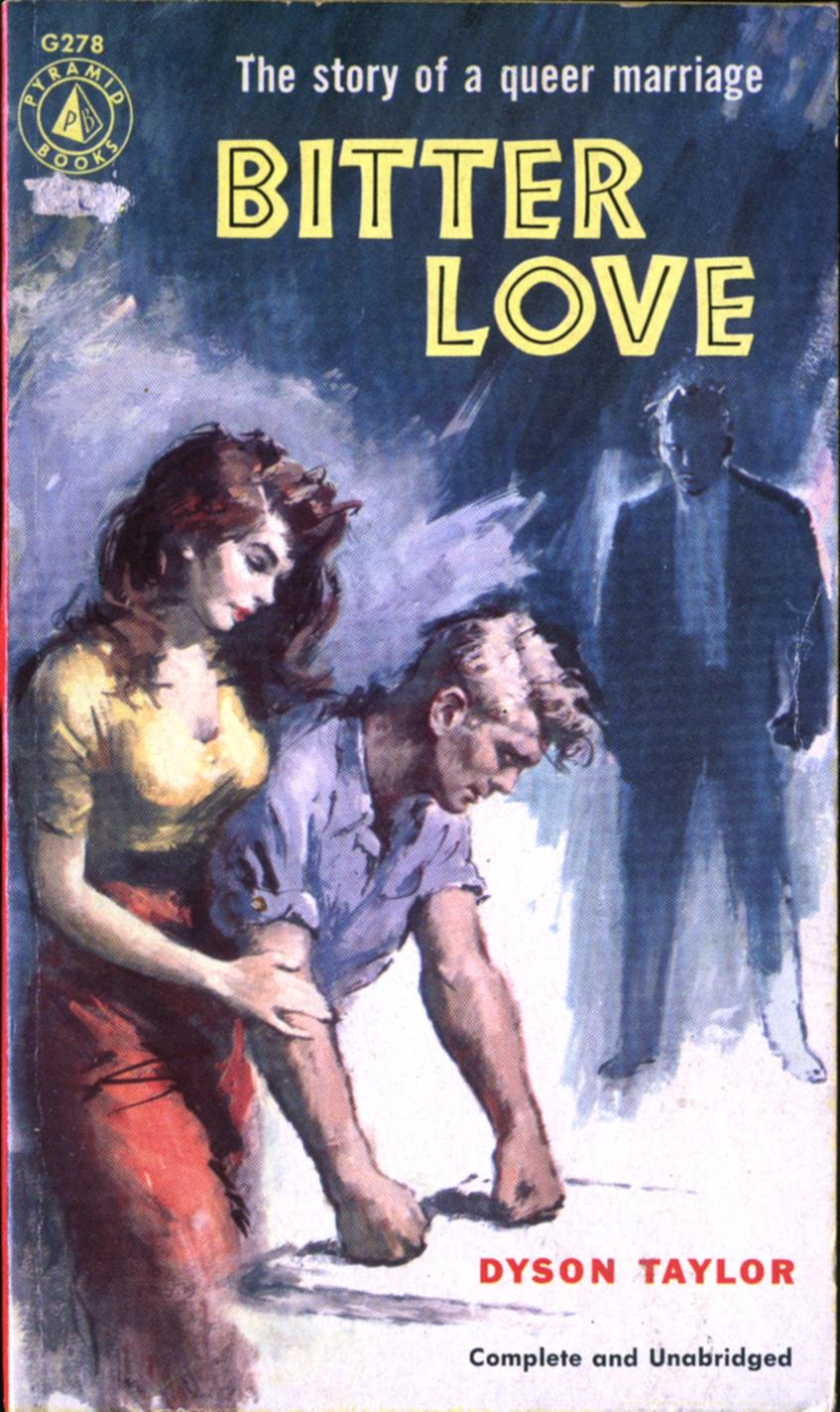
Capa da ficção pulp gay "Bitter Love" (1957) de Dyson Taylor

Literatura de pulp gay (em inglês "gay pulp") refere-se a obras, primariamente de ficção, que incluem referências a homossexualidade masculina, mais especificamente a sexo gay masculino, e que são produzidas com custos muito baixos, tipicamente em formato de bolso, ou capa mole, e em papel barato. Existe também literatura pulp lésbica com as mesmas características. Michael Bronski, o editor de uma antologia de literatura de pulp gay, refere na sua introdução: "Literatura pulp gay não é uma designação precisa, sendo usada de forma vaga para se referir a uma grande variedade de livros de origens diversas e com mercados diferentes" Usualmente utiliza-se o termo para referir os "clássicos" da literatura pulp gay, editados antes de 1970, mas em muitos casos também se aplica a livros eróticos ou pornográficos gay em formato bolso, capa mole ou a revistas produzidas depois daquela data.

## Origem
A literatura pulp gay é parte da expansão da literatura pulp em livros de bolso que começou nos anos 1930s e que "atingiu o seu apogeu no início dos anos 1950s." As grandes editoras começaram a produzir pacotes de literatura pulp barata para ser vendida em estações de caminho de ferro e de autocarros, em tabacarias, mercearias e drogarias e bancas de revistas, de forma a servir o mercado que na primeira metade do século XX estava habituada a comprar revistas do género. As capas destes livros eram desenhadas para atrair o olhar, de cores vivas e incluindo muitas vezes temas tabu: prostituição, violação, romance interracial, lesbianismo e homossexualidade masculina. Michael Bronski refere que a literatura pulp lésbica era muito mais numerosa e popular que a de temática homossexual masculina, atribuindo essa diferença ao facto de que grande parte dos leitores desses romances eram homens heterossexuais, embora também se encontrassem leitores entre as mulheres lésbicas como heterossexuais. Já no que se refere a literatura de pulp gay, de acordo com Bronski, "A trajectória da literatura pulpgay é bem diferente. Não existia um mercado pujante para romances gay nos anos 1950s porque estes não apelavam substancialmente aos leitores heterossexuais."
Mesmo assim, alguns livros literatura pulp gay foram publicados pelas grandes editoras ao longo dos anos 1950s e início dos anos 1960s. Eram muitas vezes reedições de romances literários que faziam referência a homossexualidade. como o romance de 1946 de Charles R. Jackson, The Fall of Valor, e o romance A Cidade e o Pilar de Gore Vidal de 1948, que apareceu publicado em capa mole em 1950.

## Primeiro original de literatura pulp gay
O primeiro original de literatura pulp de temática homossexual foi Men into Beasts, um livro de memórias de George Sylvester Viereck publicado em 1952. Viereck, um poeta, foi preso durante a II Guerra Mundial pelo seu trabalho pago de propaganda à Alemanha nazi. Men into Beasts descreve as indignidades e brutalidades da vida de Viereck na prisão, embora uma parte significativa trate da homossexualidade situacional e da violação masculina na prisão. A capa do livro inclui um nu masculino em pose discreta, de joelhos numa cela de prisão, a ser espancado por dois guardas prisionais. O texto na contracapa refere que os motins nas prisões se devem a "escravatura homossexual--presos obrigados a actos sexuais anormais com tarados sexuais que vagueiam livremente nas prisões."

## Literatura pulp gay explícita
No início de 1964, a contestação judicial das leis de censura norte-americanas aplicadas a romances como O Amante de Lady Chaterley, Portnoy's Complaint, e Naked Lunch, conseguiu alterar os conceitos legais de obscenidade. Susan Stryker cita a bibliografia de Tom Norman sobre livros de bolso eróticos gay para referir que foram publicados 30 livros gay em 1965, e mais de uma centena em 1966. Muitos destes editores tinham publicado anteriormente revistas de musculação masculinas nos anos 1950s, precursoras das revistas explicitamente pornográficas gay.
A maior parte dos novos livros de bolso gay eram explicitamente pornográficos, com a escrita apenas incluída para provocar respostas sexuais mais do que com pretensões literárias, e publicados mais por pequenas editoras gay, como a Guild Press, a Greenleaf Classics e a Publisher's Export Company, do que pelas grandes editoras. Por exemplo, a Greenleaf (sob a direcção de Earl Kemp publicou um conjunto de comédias eróticas de espionagem denominadas The Man from C.A.M.P.,escritas por Victor J. Banis. Banis refere que logo que Kemp e a Greenleaf provaram que havia mercado para este tipo de publicações, outros editores rapidamente lhe seguiram os passos.
Entre os "títulos mais provocantes" publicados nesta década incluem-se: Summer in Sodom (Verão em Sodoma), de Edwin Fey; Gay Whore (Puta gay), de Jack Love; Hollywood Homo (Homo de Hollywood), de Michael Starr; The Short Happy Sex Life of Stud Sorell (A Curta e Feliz Vida Sexual de Stud Sorell), de Orlando Paris; It's a Gay, Gay, Gay, Gay World (É um Mundo Gay, Gay, Gay, Gay), de Guy Faulk; Gay on the Range (Gay à Vista), de Dick Dale; Queer Belles (Bichas Belas), de Percy Queen; e Gay Pals (Amigos Gay), de Peter Grande.

## Principais escritores
Alguns dos títulos publicados pelas editoras no final dos anos 1960s esbateram as fronteiras entre a ficçãi literária gay e a pornografia. Mesmo incluindo mais conteúdo sexual explícito que os romances literários da época ou a ficção geral não-sexual (livros de cowboys, romances, etc.), alguns aspiravam a um mérito liter+ario mais alto e tentavam caracterizações, enredos e cenas mais cuidadas. Susan Stryker refere nesta categoria Chris Davidson and Richard Amory, ambos publicados pela Greenleaf Classics. Davidson insere cenas porno gay em géneros comuns: A Different Drum inclui sexo entre soldados Confederados e Sulistas na Guerra Civil Americana, Go Down, Aaron inclui um judeu submetido a torturas sexuais sádicas no Terceiro Reich, e Caves of Iron fala de sexo na prisão. Pelo seu lado, Richard Amory em Song of the Loon criou uma história tipo O Último dos Moicanos, mas em que o pioneiro solitário e os índios se envolvem em sexo. O estudioso de história gay, John Howard, identificou Carl Corley como um autor "mais sóbrio e sincero" de porno pulp situada no Sul dos Estados Unidos, de onde era originário. Victor J. Banis escreveu uma série de detectives gay que foi muito popular, The Man From C.A.M.P., em que figura o super espião internacional Jackie Holmes, que transformou radicalmente o popular género de romances de espionagem.